# ユーザーエンパワーメント
ユーザーエンパワーメント（User Empowerment）とは、製品の製造企画やサービス企画を、提供する側ではなく、利用者(消費者)の側からの助言(提言)で構成してゆく考え方、一言でいうと、権限の委譲を伴う事業化をさす。

## 経緯
ユーザーエンパワーメントは、クロッシングフィンガーズという団体により概念が提言され、多種の業界へ浸透を働きかけ続けてきた。

## 概要
製品及びサービス等の企画を企業の側だけで行うには、多様性の包含に制限があり、また、企業に技術力があっても企画力が無い場合、ユーザーの要求に十分に応じることは出来ない。いっそ、ユーザーへの要求権つまり、企画権限の委譲によりそれを満たすような開発実現を企業が行うという産業手法になる。
ユーザーエンパワーメントでは、需要が基盤となり供給されるという無駄がなく合理的な発想だが、ユーザーアンケート・リサーチとの差異が判りにくいとされた。
後者は、具体的な新しいオブジェクトになりにくい。
ユーザーエンパワーメントでは、
1. どのように行うかの設計
2. 中間フローのファシリテーション
3. 収集データの解析力

が、重要とされる。